# うちのまいこ
うちの まいこは、日本の漫画家。女性。代表作に『スローループ』がある。

## 人物・作風
子供の頃から漫画を描いており、特に漫画家を目指していたという訳ではなかったが、『きんいろモザイク』『ご注文はうさぎですか?』のアニメを視聴したことがきっかけで「きらら」というジャンルが存在することを知り、そういった漫画を描きたいと思い、両作の原作が掲載していた芳文社に執筆した漫画を持ち込んだのが漫画家となったきっかけとしている。
漫画を執筆する傍らで、フリーランスのCADオペレータとして玩具の設計を続けている。

## 作品リスト

### 漫画作品
- ななつ神オンリー！（『まんがタイムきららミラク』2016年10月号 - 2017年12月号[3]） - 2016年に発表された回はゲスト扱い。第10話以降は単行本未収録。
- スローループ（『まんがタイムきららフォワード』2018年6月号〈ゲスト〉[4]・11月号[5] - 2025年4月号→『COMIC FUZ』 - 連載中）
- ゆるトーク△（原作：あfろ、『ゆるキャン△アンソロジーコミック』1巻、2020年） - 『ゆるキャン△』のアンソロジー寄稿作品[6]。
- ぼっち・ざ・らりー！（原作：はまじあき、『ぼっち・ざ・ろっく！アンソロジーコミック』1巻、2022年） - 『ぼっち・ざ・ろっく！』のアンソロジー寄稿作品[7]。

### 書籍
- 『ななつ神オンリー！』、芳文社〈まんがタイムKRコミックス〉2017年、全1巻
  1. 2017年5月27日発売[8]、ISBN 978-4-8322-4838-0
- 『スローループ』、芳文社〈まんがタイムKRコミックスフォワードシリーズ〉2019年[9] - 刊行中、既刊10巻（2025年3月12日現在）

### その他
- ゆるキャン△アンソロジーコミック 2巻（2022年）表1側のカバーイラスト[10]